# Chantal Achterberg
Pour les articles homonymes, voir Achterberg.
Chantal Achterberg, née le 16 avril 1985 à Flardingue, est une rameuse néerlandaise. 

## Palmarès

### Jeux olympiques
- 2016 à Rio de Janeiro (Brésil)
  -  Médaille d'argent en quatre de couple.
- 2012 à Londres,  Royaume-Uni
  -  médaille de bronze en huit

### Championnats du monde
- 2010 à Karapiro,  Nouvelle-Zélande
  -  médaille d'or en quatre de pointe
- 2009 à Poznań,  Pologne
  -  médaille d'or en quatre de pointe
  -  médaille de bronze en  huit

### Championnats d'Europe
- 2010 à Montemor-o-Velho,  Portugal
  -  médaille d'argent en huit